# Ann Brewster

Ann Brewster, de son vrai nom Shirley Sonya Zweifach, née le 20 novembre 1918 à New York et morte le 9 juillet 2005 dans la même ville, est une dessinatrice de comics américaine qui travailla des années 1940 à 1960.

## Biographie
Shirley Sonya Zweifach naît le 20 novembre 1918 à New York. Ses deux parents, Abraham Marks Zweifach et Anna Silverman, sont des juifs émigrés d'Europe qui se sont rencontrés et mariés en 1907 à New York. Ils ont un premier enfant, Ira Stanley Zweifach, en 1914. Le père de Shirley est commis-voyageur et vend des manteaux pour femmes. Il crée plus tard une entreprise de prêt-à-porter spécialisée dans le manteau pour femmes. Le succès financier permet à la famille de quitter le Bronx et de s'installer à Mount Vernon dans l'État de New York. Ann Brewster commence sa carrière dans les années 1940 en travaillant pour des studios. Après avoir appris le métier auprès de Jack Binder, elle est engagée par Jerry Iger au début des années 1940 avec d'autres dessinatrices comme Lily Renée, Ruth Atkinson, Fran Hopper, Marcia Snyder et Nina Albright afin de remplacer les dessinateurs qui devaient partir pour l'armée. Elle passe d'un studio à l'autre et travaille aussi pour celui d'Harry Chesler. Ce faisant, elle ne s'attache pas à un personnage en particulier mais, après un premier travail sur Samar publié par Quality Comics en 1941, elle dessine Bulletman et Mr. Scarlet (Fawcett Comics). Elle est encreuse sur Blackstone (Street & Smith), Rip Carson et The Hawk (Fiction House) et sur l'adaptation de Frankenstein (Gilberton Publications). Pour cet éditeur, elle dessine aussi Caesar's Revenge dans le comics Pirate (no W7 de mars 1959), Rise of Napoleon dans The French Revolution (no W14 d'octobre 1959) et Cursed Trick dans Magick (no W25 de septembre 1960). Elle est ensuite de nouveau dessinatrice pour divers éditeurs comme Avon Publications, EC Comics (surtout sur des histoires policières dans Crime Patrol ou Lev Gleason Publications. À partir de 1949, elle dessine beaucoup d'histoires pour des romance comics. Le premier, intitulé Too many boyfriends, est publié dans le cinquième numéro de Young Love (en) du studio de Jack Kirby et Joe Simon et publié par Prize Publications. Elle réalise ces récits sentimentaux surtout pour Atlas Comics mais aussi pour Fawcett, DC Comics et Feature Comics. D'avril 1955 à juin 1956, elle travaille de nouveau pour Simon et Kirby. Elle cesse de dessiner au début des années 1960 (le dernier comics où se trouve sa signature date de 1961). En 1973, elle réalise l'illustration de la couverture du roman Silver Wolf publié par Atheneum. Elle meurt le 9 juillet 2005.

## Récompenses
Ann Brewster a été plusieurs fois récompensée.